# Фладунген
Фладунген (њем. Fladungen) град је у њемачкој савезној држави Баварска. Једно је од 37 општинских средишта округа Рен-Грабфелд. Према процјени из 2010. у граду је живјело 2.217 становника. Посједује регионалну шифру (AGS) 9673123.

## Географски и демографски подаци
Фладунген се налази у савезној држави Баварска у округу Рен-Грабфелд. Град се налази на надморској висини од 414 метара. Површина општине износи 46,4 km². У самом граду је, према процјени из 2010. године, живјело 2.217 становника. Просјечна густина становништва износи 48 становника/km².

## Међународна сарадња
| Мјесто | Држава   | Врста сарадње | Од    |
| ------ | -------- | ------------- | ----- |
|        | Шведска  | партнерство   | 1996. |
|        | Финска   | партнерство   | 1996. |
| Кео    | Естонија | партнерство   | 1996. |
| Извор  |          |               |       |